# Échalot
Échalot est une commune française située dans le canton de Châtillon-sur-Seine du département de la Côte-d'Or, en région Bourgogne-Franche-Comté.

## Géographie

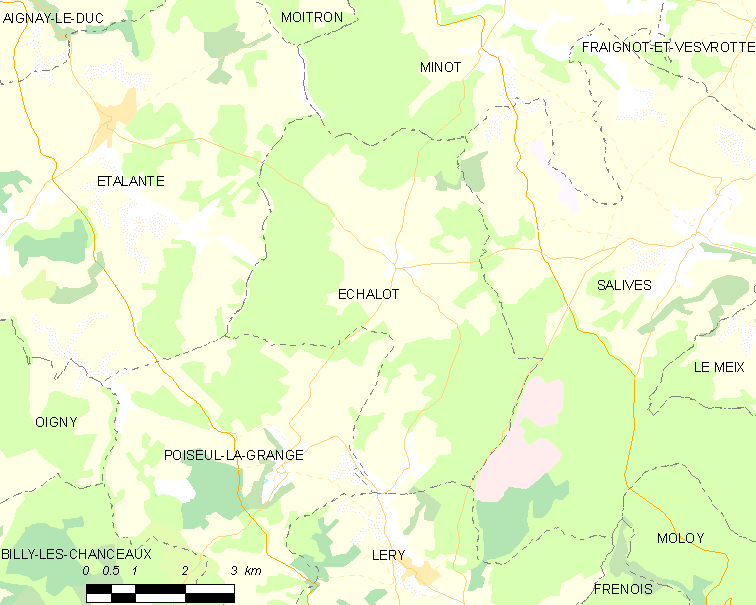

La superficie d’Échalot, situé à 6 kilomètres de Salives, est de 2765 hectares (27,65 km2) avec une altitude comprise entre 368 et 527 mètres. Le Brévon, qui fait partie du bassin versant de la Seine, y prend sa source, alors que le ruisseau de Léry, qui fait partie du bassin versant du Rhône, prend aussi sa source sur la commune, au hameau de Lochère.

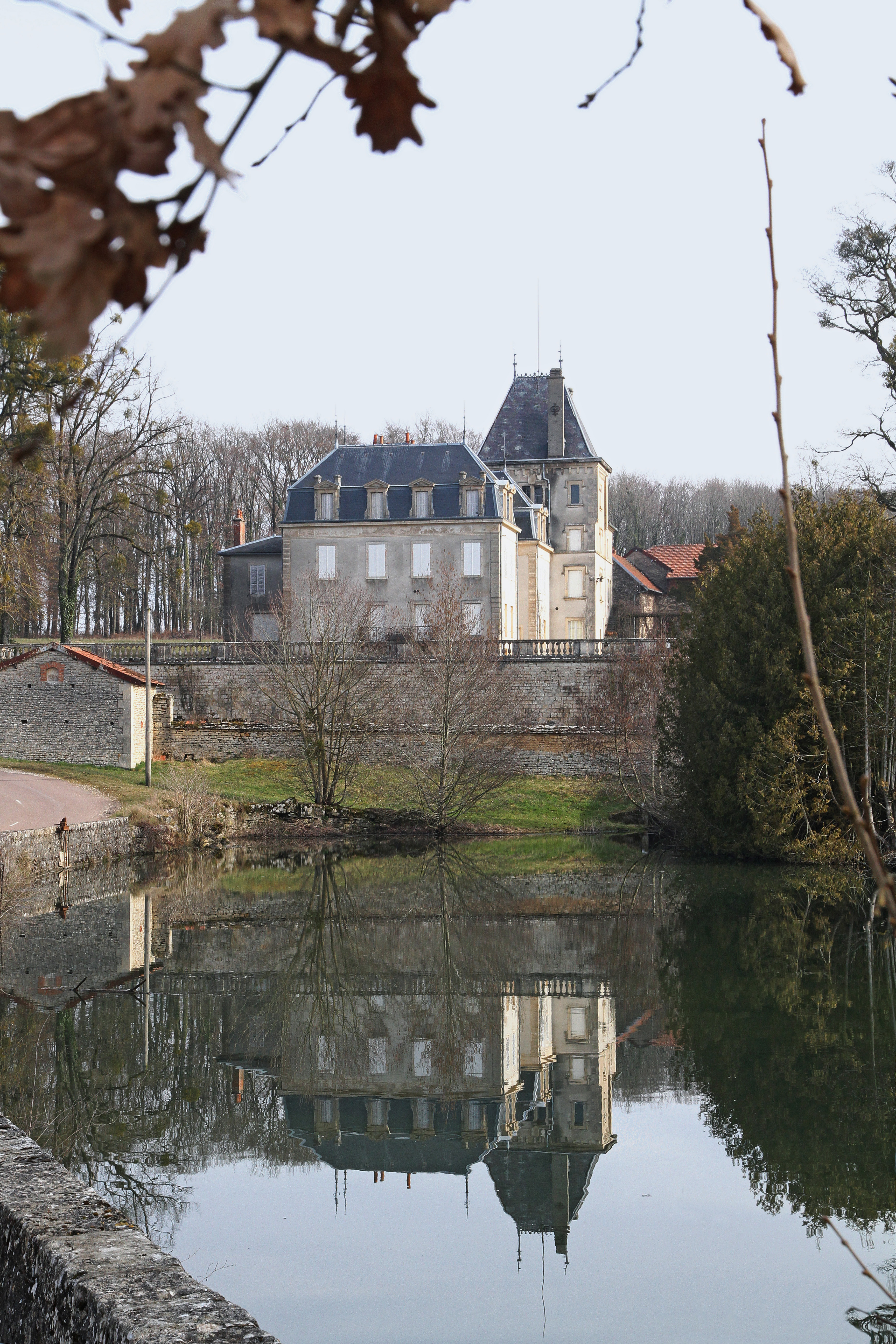
Le Brévon reflète...
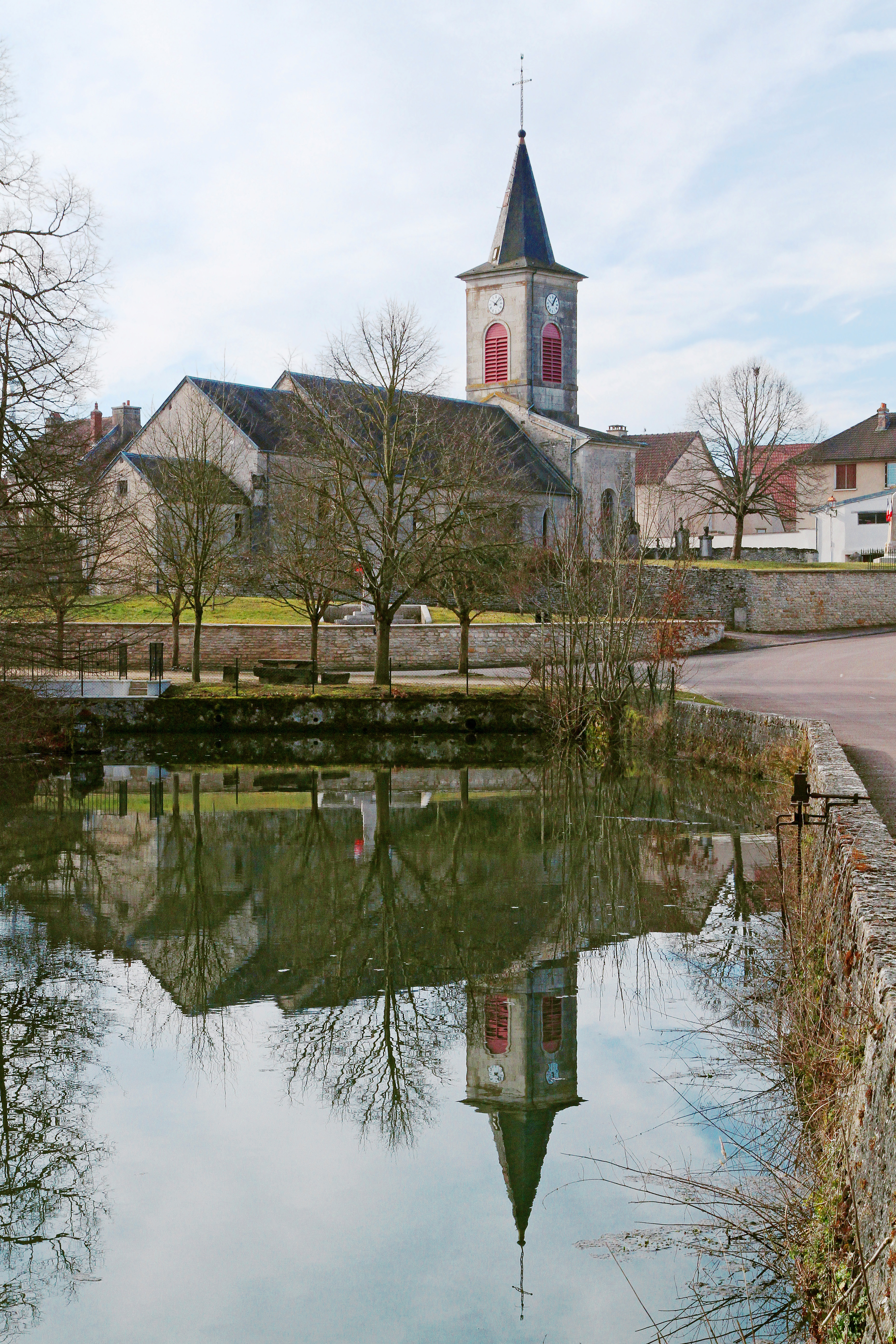
...les monuments d'Échalot.

### Climat
Pour des articles plus généraux, voir Climat de la Bourgogne-Franche-Comté et Climat de la Côte-d'Or.
En 2010, le climat de la commune est de type climat des marges montargnardes, selon une étude du Centre national de la recherche scientifique s'appuyant sur une série de données couvrant la période 1971-2000. En 2020, Météo-France publie une typologie des climats de la France métropolitaine dans laquelle la commune est exposée à un climat océanique altéré et est dans la région climatique Lorraine, plateau de Langres, Morvan, caractérisée par un hiver rude (1,5 °C), des vents modérés et des brouillards fréquents en automne et hiver.
Pour la période 1971-2000, la température annuelle moyenne est de 9,5 °C, avec une amplitude thermique annuelle de 16,6 °C. Le cumul annuel moyen de précipitations est de 952 mm, avec 13,2 jours de précipitations en janvier et 8,4 jours en juillet. Pour la période 1991-2020, la température moyenne annuelle observée sur la station météorologique de Météo-France la plus proche, « Bure Les Templiers_sapc », sur la commune de Bure-les-Templiers à 15 km à vol d'oiseau, est de 10,7 °C et le cumul annuel moyen de précipitations est de 898,2 mm,. Pour l'avenir, les paramètres climatiques de la commune estimés pour 2050 selon différents scénarios d'émission de gaz à effet de serre sont consultables sur un site dédié publié par Météo-France en novembre 2022.

## Urbanisme

### Typologie
Au 1er janvier 2024, Échalot est catégorisée commune rurale à habitat dispersé, selon la nouvelle grille communale de densité à 7 niveaux définie par l'Insee en 2022.
Elle est située hors unité urbaine. Par ailleurs la commune fait partie de l'aire d'attraction de Dijon, dont elle est une commune de la couronne,. Cette aire, qui regroupe 333 communes, est catégorisée dans les aires de 200 000 à moins de 700 000 habitants,.

### Occupation des sols
L'occupation des sols de la commune, telle qu'elle ressort de la base de données européenne d’occupation biophysique des sols Corine Land Cover (CLC), est marquée par l'importance des forêts et milieux semi-naturels (57,9 % en 2018), une proportion sensiblement équivalente à celle de 1990 (58,1 %). La répartition détaillée en 2018 est la suivante : 
forêts (57,9 %), terres arables (38,8 %), prairies (1,6 %), zones agricoles hétérogènes (1,6 %), zones industrielles ou commerciales et réseaux de communication (0,1 %). L'évolution de l’occupation des sols de la commune et de ses infrastructures peut être observée sur les différentes représentations cartographiques du territoire : la carte de Cassini (XVIIIe siècle), la carte d'état-major (1820-1866) et les cartes ou photos aériennes de l'IGN pour la période actuelle (1950 à aujourd'hui).

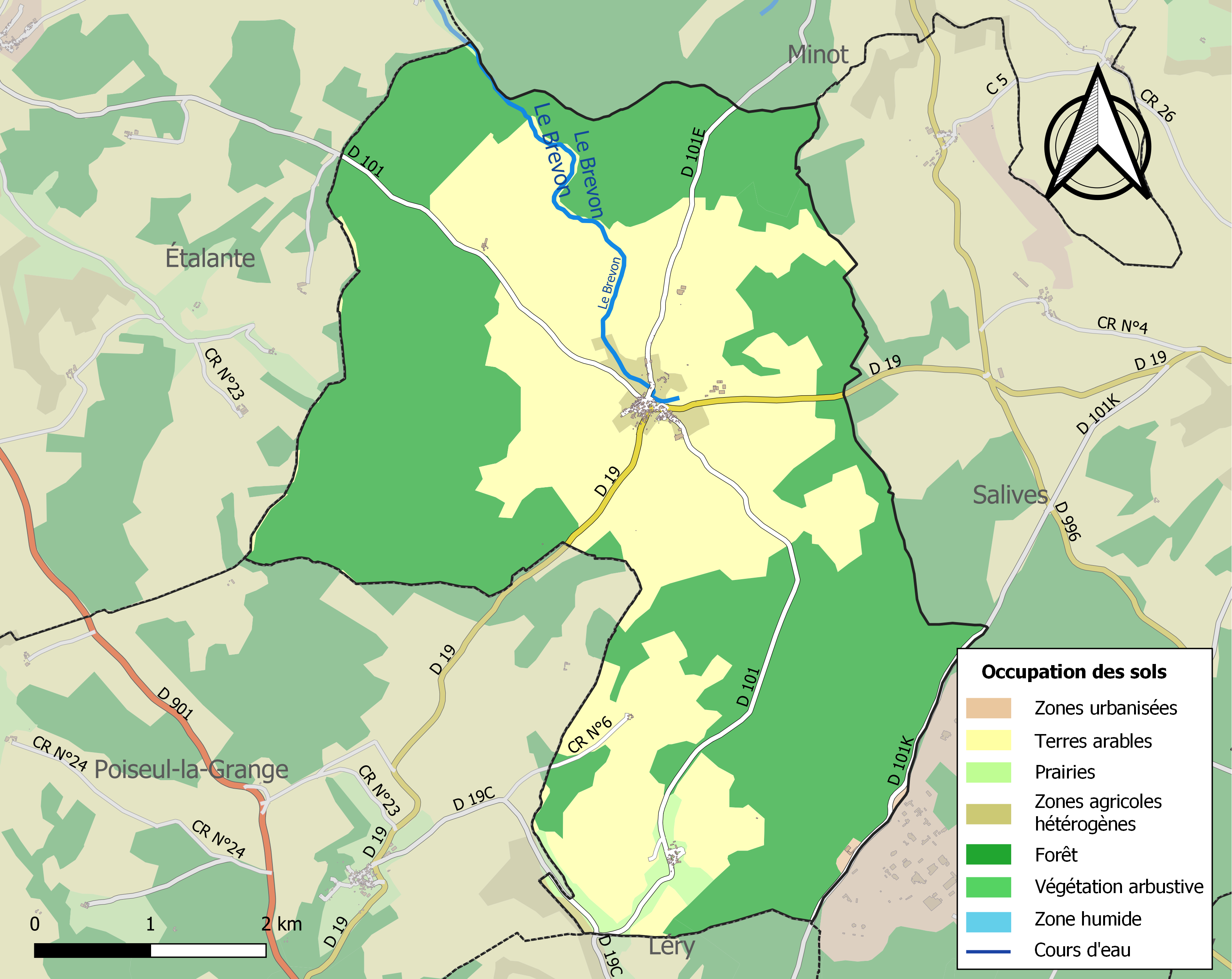
Carte des infrastructures et de l'occupation des sols de la commune en 2018 (CLC).

## Histoire

### Préhistoire et antiquité
On n'a retrouvé aucun vestige antérieur à la période gallo-romaine, époque à laquelle une voie antique venant d'Alise-Sainte-Reine coupe le versant sud du finage.

### Moyen Âge
La paroisse est rattachée au bailliage de la Montagne et au diocèse de Langres.

### Temps modernes
Guillaume de Chastenay affranchit les habitants en 1559.

### Époque moderne
Charles de Foucauld enfant séjourne fréquemment au château d'Échalot.

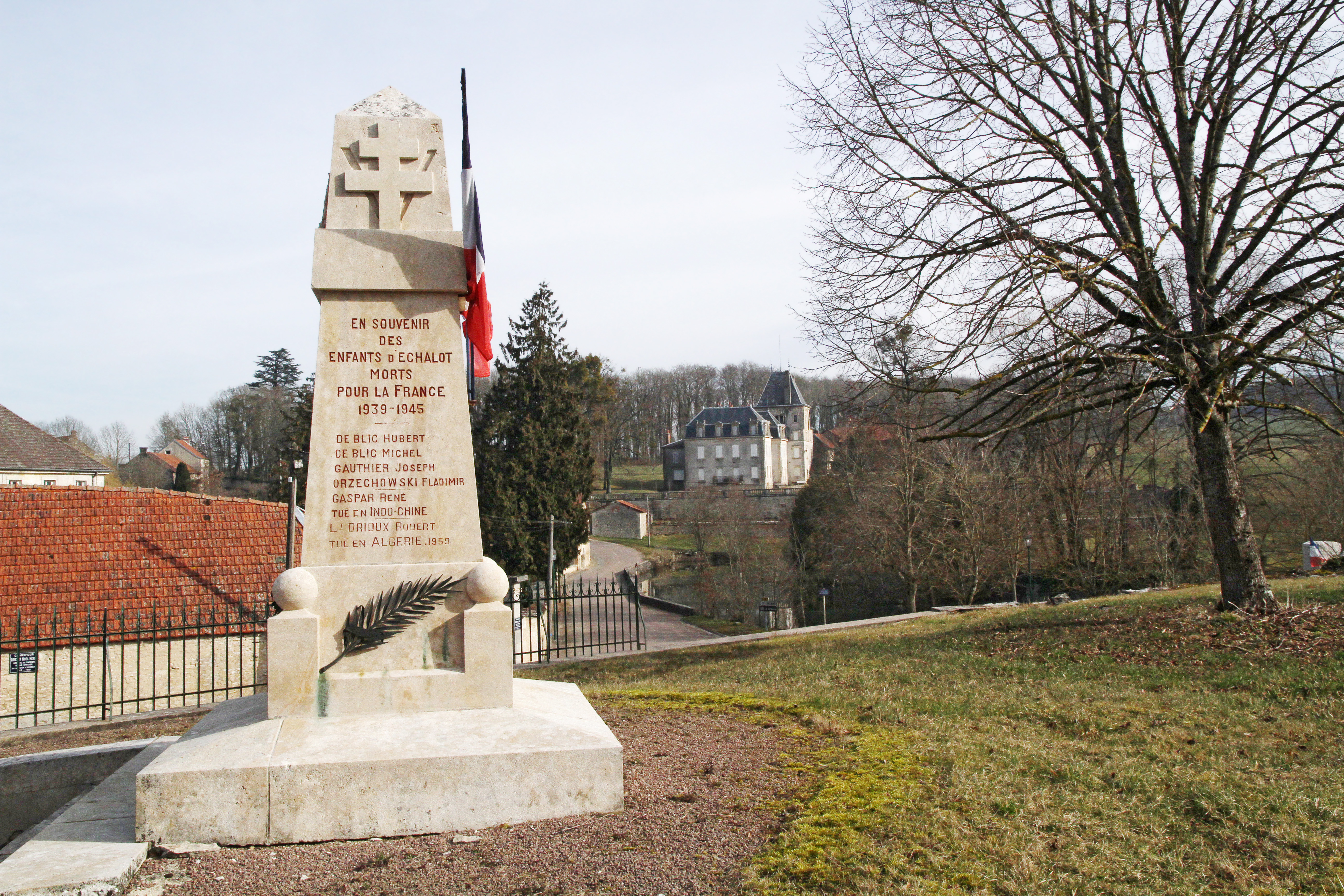
Monument aux morts et château à l'emplacement de l'ancienne forteresse.
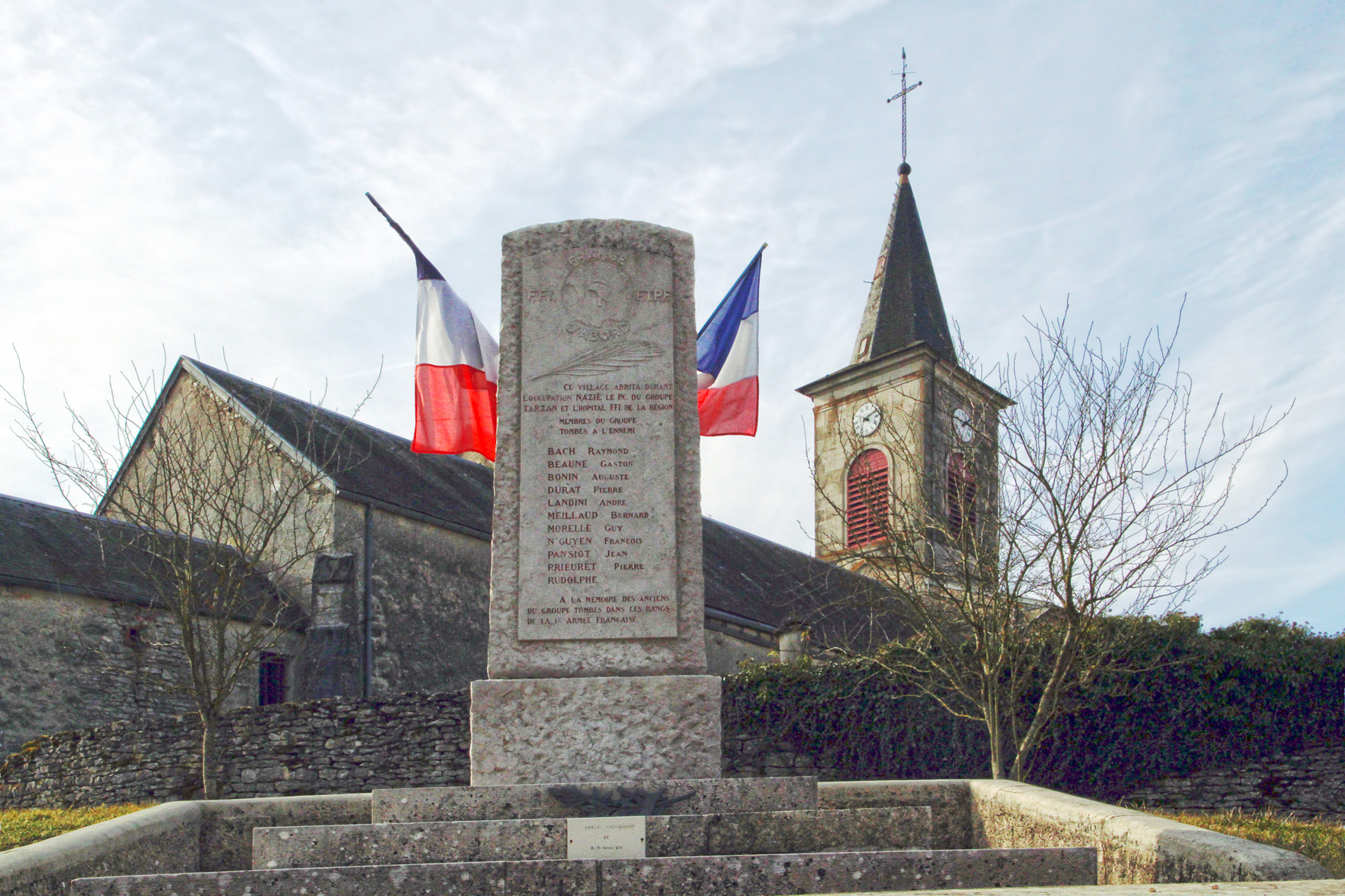
Monument au groupe de maquisards F.F.I. "Tarzan et Lhôpital".

## Politique et administration
| Période                                  | Période  | Identité         | Étiquette | Qualité                    |
| ---------------------------------------- | -------- | ---------------- | --------- | -------------------------- |
|                                          |          | Emmanuel de Blic |           |                            |
| 1965                                     | 1977     | Gaston Tavian    |           | Compagnon de la Libération |
| Les données manquantes sont à compléter. |          |                  |           |                            |
| mars 2001                                | 2020     | Marc Tupin       |           |                            |
| 2020                                     | En cours | Nicolas Hoffmann |           |                            |

## Démographie
L'évolution du nombre d'habitants est connue à travers les recensements de la population effectués dans la commune depuis 1793. Pour les communes de moins de 10 000 habitants, une enquête de recensement portant sur toute la population est réalisée tous les cinq ans, les populations de référence des années intermédiaires étant quant à elles estimées par interpolation ou extrapolation. Pour la commune, le premier recensement exhaustif entrant dans le cadre du nouveau dispositif a été réalisé en 2004.

En 2022, la commune comptait 97 habitants, en stagnation par rapport à 2016 (Côte-d'Or : +0,82 %, France hors Mayotte : +2,11 %).
| 1793 | 1806 | 1821 | 1831 | 1836 | 1841 | 1846 | 1851 | 1856 |
| ---- | ---- | ---- | ---- | ---- | ---- | ---- | ---- | ---- |
| 396  | 384  | 396  | 445  | 443  | 405  | 401  | 412  | 374  |

| 1861 | 1866 | 1872 | 1876 | 1881 | 1886 | 1891 | 1896 | 1901 |
| ---- | ---- | ---- | ---- | ---- | ---- | ---- | ---- | ---- |
| 363  | 360  | 332  | 312  | 304  | 269  | 282  | 249  | 245  |

| 1906 | 1911 | 1921 | 1926 | 1931 | 1936 | 1946 | 1954 | 1962 |
| ---- | ---- | ---- | ---- | ---- | ---- | ---- | ---- | ---- |
| 262  | 276  | 247  | 256  | 248  | 224  | 228  | 203  | 187  |

| 1968 | 1975 | 1982 | 1990 | 1999 | 2004 | 2006 | 2009 | 2014 |
| ---- | ---- | ---- | ---- | ---- | ---- | ---- | ---- | ---- |
| 172  | 144  | 133  | 118  | 95   | 103  | 100  | 112  | 99   |

| 2019 | 2022 | - | - | - | - | - | - | - |
| ---- | ---- | - | - | - | - | - | - | - |
| 95   | 97   | - | - | - | - | - | - | - |

## Culture locale et patrimoine

### Lieux et monuments
La commune compte 15 monuments répertoriés à l'inventaire général du patrimoine culturel,
2 objets répertoriés à l'inventaire des monuments historiques,
et 31 objets répertoriés à l'inventaire général du patrimoine culturel.
- Le marais de la Fossilière et le marais de la Lochère sont classés zones naturelles d'intérêt écologique, faunistique et floristique de type I.
- Le château d'Échalot construit entre 1835 et 1840 à l'emplacement d'une ancienne forteresse médiévale démantelée par Henri IV dont subsistent des restes de tours.
- La maison natale du général de division Rossin construite au cœur du village entre 1830 et 1840 qui servit d'hôpital durant la Seconde Guerre mondiale. Propriété privée.
- L'église paroissiale de l'Assomption, remaniée plusieurs fois du XVe  au  XIXe siècle[20]. De plan allongé sans transept, elle présente une façade orientée sud-ouest surmontée d'un clocher carré à flèche octogonale. Elle renferme une statuaire remarquable : Vierge à l'Enfant de pierre polychrome du XVe, sainte Catherine en bois polychrome du XVIIe siècle ainsi qu'un groupe saint Joseph et l'Enfant de la même époque. D'autres pièces sont déposées au musée d'art sacré de Dijon[12].
- La chapelle Saint-Roch à Lochère[21]. Construite autour des années 1500, ce bâtiment de forme classique (plan rectangulaire et clocheton sur le pignon de façade) fut un temps transformée en lavoir. Elle a été rénovée dans sa forme originale.

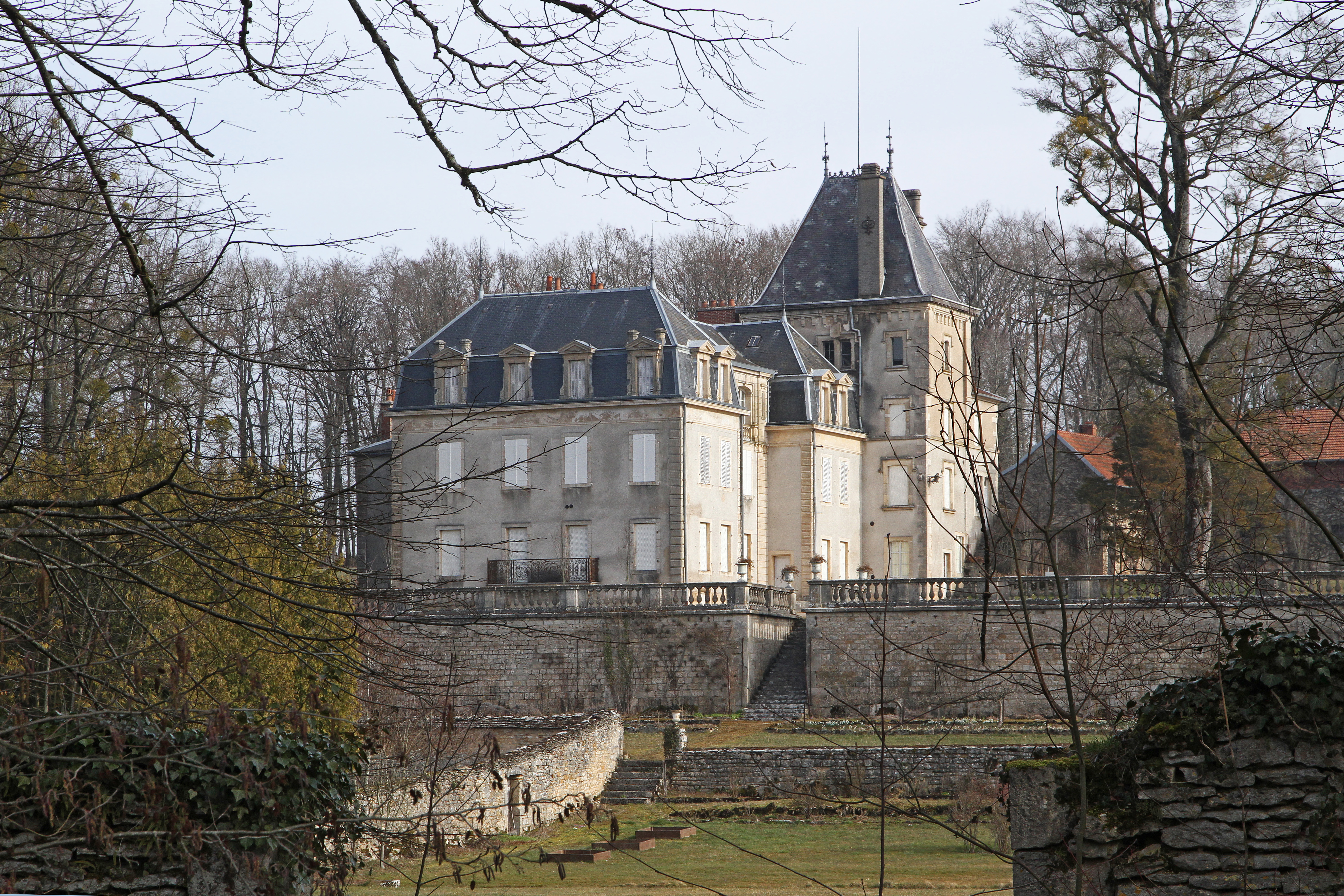
Château d'Échalot.
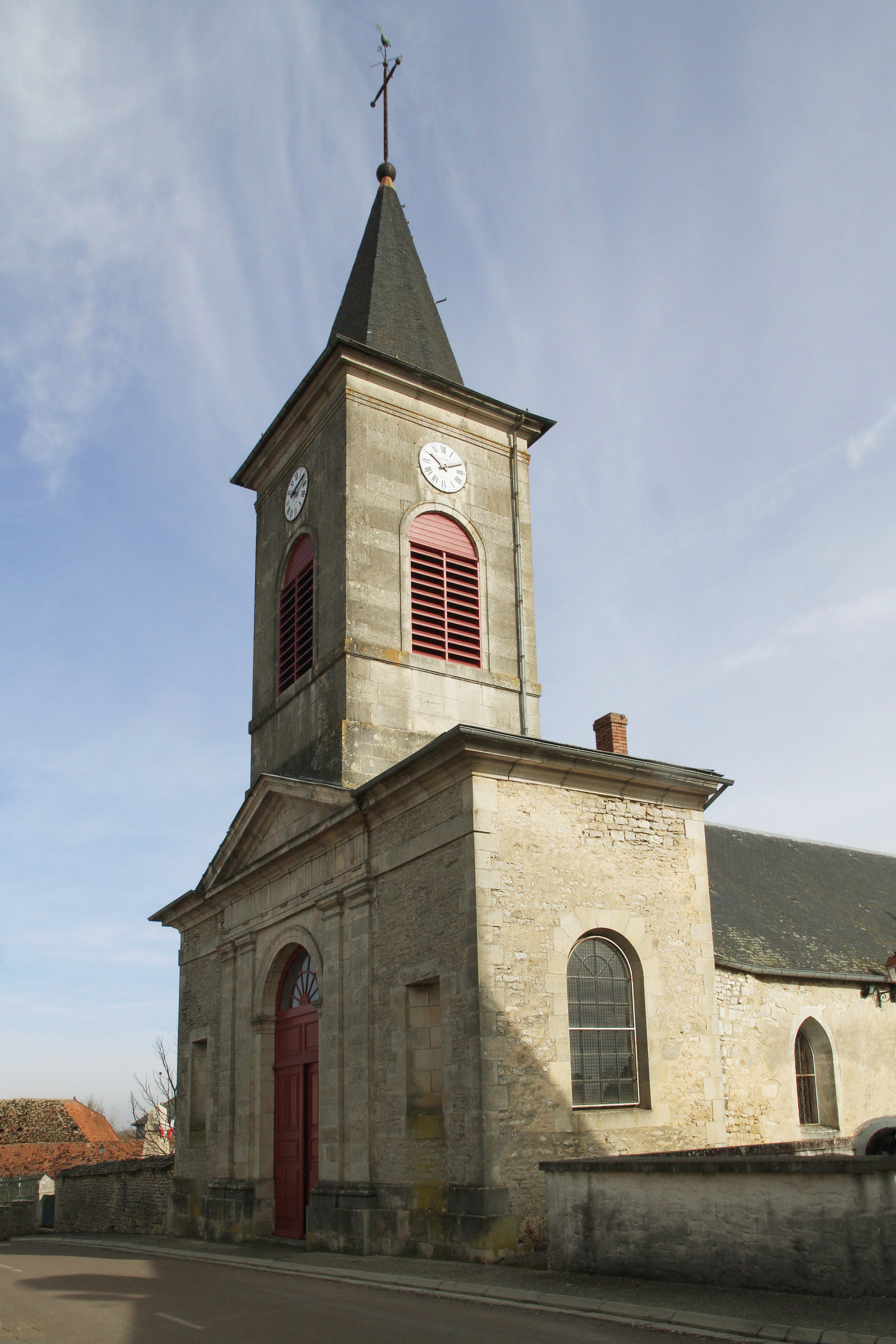
Église de l'Assomption d'Échalot.
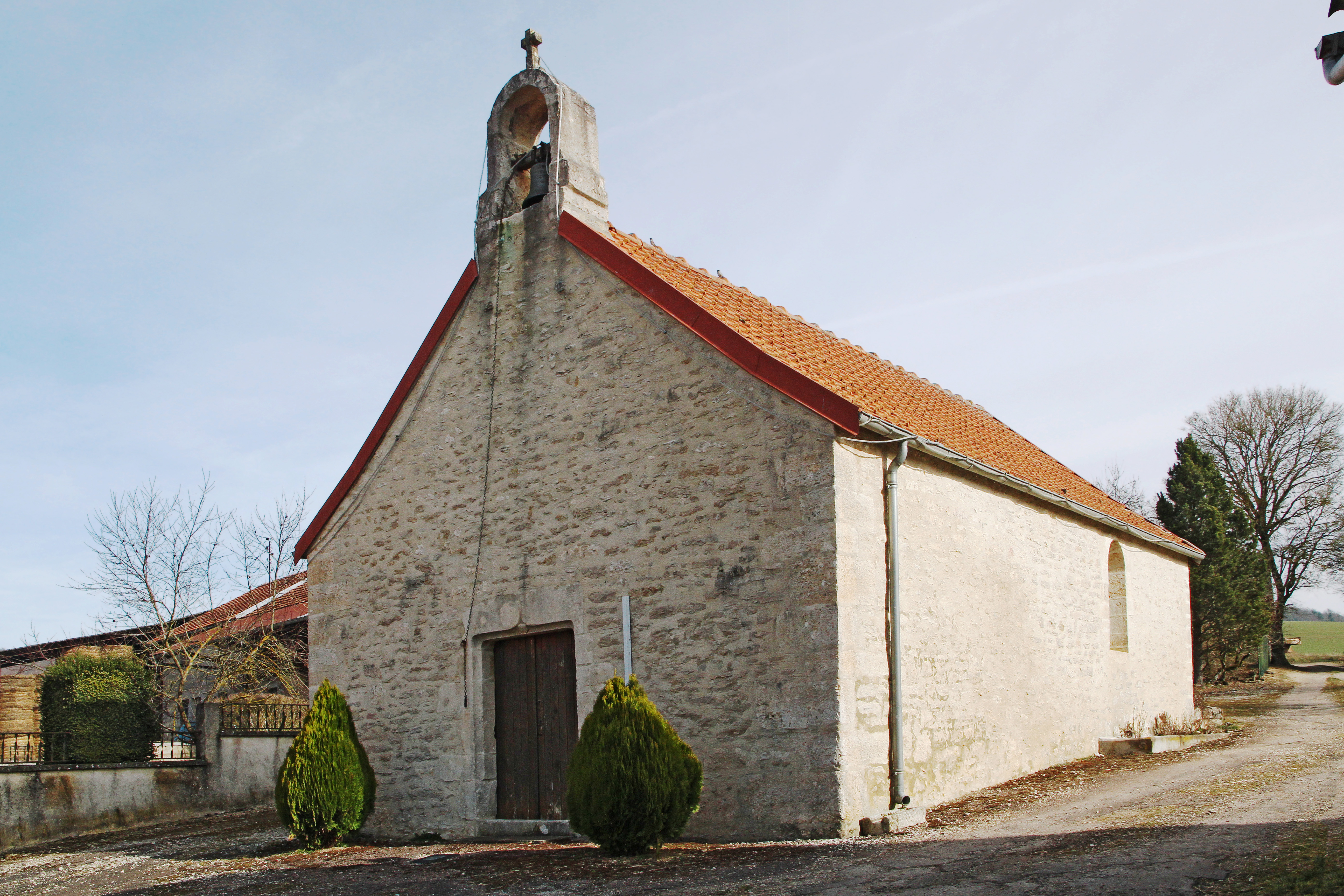
Chapelle Saint-Roch de Lochère.

### Personnalités liées à la commune

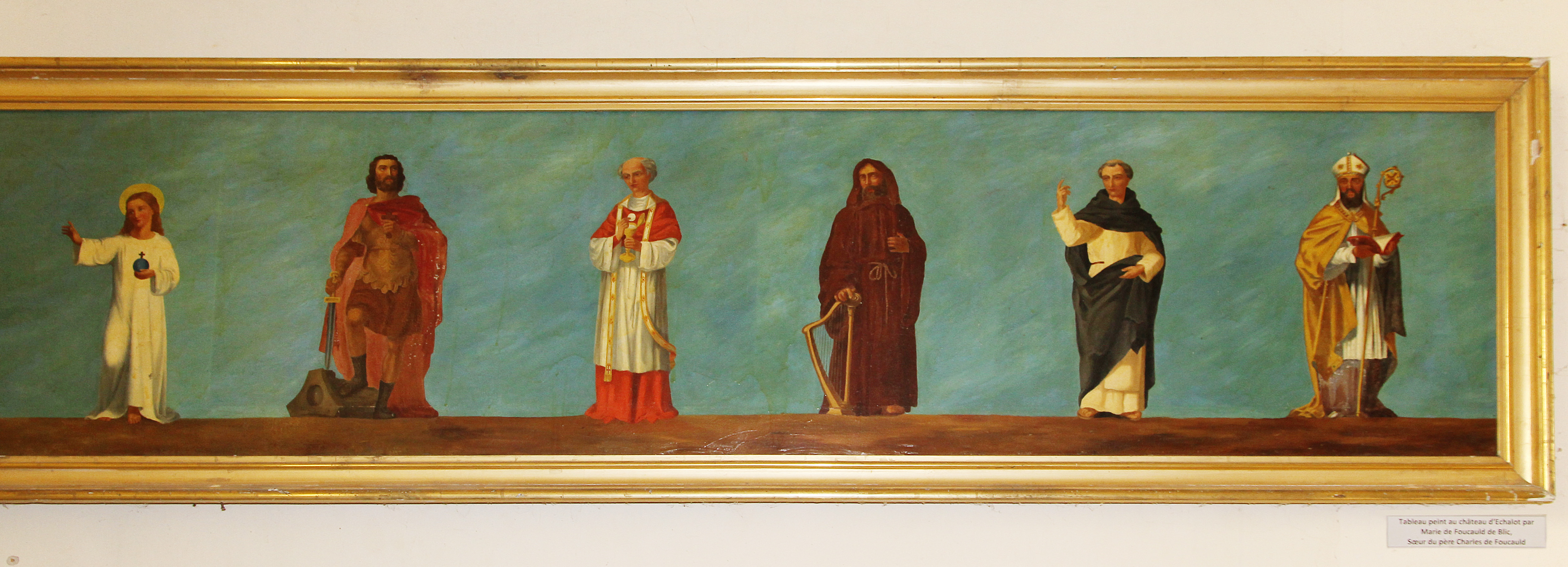
Extrait d'un tableau peint par Marie de Foucault de Blic dans l'église d'Échalot.

- Noël-Henri Rossin (1843-1921) général de division[Note 3].
- De nombreuses personnalités de la famille de Blic sont nées à Échalot.
- Gaston Tavian (1908-1987), résistant, Compagnon de la Libération, maire d'Échalot de 1965 à 1977, est né et mort dans la commune.

### Héraldique
| Blason | Blasonnement : D'azur à la gerbe d'or liée de gueules, à la bordure aussi de gueules. |

## Pour approfondir